# Бассе, Реймон
Реймо́н Бассе́ (фр. Raymond Basset; 1883 год — ?) — французский перетягиватель каната, серебряный призёр летних Олимпийских игр 1900.
На Играх Бассе вместе со своей командой занял второе место в перетягивании каната, получив серебряную медаль.